# Schokaardkruiper
De schokaardkruiper (Geophilus electricus) is een duizendpotensoort uit de familie van de Geophilidae. De wetenschappelijke naam van de soort werd in 1758 voor het eerst geldig gepubliceerd door Carl Linnaeus.

## Beschrijving
De schokaardkruiper is een grote (tot 40 mm of meer lang) geeloranje duizendpoot met 65 tot 73 paar poten (in plaats meer dan andere soortgelijke Geophilus-soorten) en met duidelijk brede carpophagus fossae op de voorste sternieten. De opstelling van de coxale poriën van het laatste pootpaar is ook onderscheidend met een 'geïsoleerde porie' (anders alleen te zien bij G. impressus, die veel minder pootparen heeft).

## Leefgebied
De schokaardkruiper wordt aangetroffen op hoogten onder 120 meter en is gedeeltelijk een in de bodem levende soort, die binnen 10 cm onder de grond of in de laag bladafval erboven leeft. Het geeft de voorkeur aan tuinen en bouwland, waardoor het meestal synantropisch is, maar heeft geen voorkeur voor gebieden in het binnenland of aan de kust. De bodemsoorten die de voorkeur hebben zijn klei, leem en zand.